# Belly (banda)
Belly es un grupo de rock alternativo de Rhode Island (Estados Unidos), creado en 1991 por la excomponente de Throwing Muses y Breeders, Tanya Donelly. La formación original estaba compuesta por Donelly en la voz y guitarra, Fred Abong en el bajo y los hermanos Tom y Chris Gorman en guitarra y batería respectivamente. 
A lo largo de los 90 hasta su disolución en 1996, la banda publicó dos álbumes. Se volvieron a reunir en 2016, realizando ese año una gira por los Estados Unidos y Reino Unido.
Los cuatro miembros originales se conocían desde la escuela secundaria Aquidneck Isla, en Rhode Island. Los hermanos Gormans y Abong procedían de la escena hardcore de Newport. Poco después de la publicación del primer álbum Star en 1993, Abong dejó el grupo y fue reemplazado por Gail Greenwood. En febrero de 1995 la banda lanzó su segundo álbum de estudio, King, alcanzando notable éxito de ventas.

## Historia

### 1992–93: Formación yStar
Donelly le puso al grupo "Belly" porque le pareció que la palabra era "bonita y fea, a la vez",una paradoja que solía buscar en sus composiciones. La banda dio su primer concierto el 14 de mayo de 1992 en su ciudad natal, Newport.
El EP de debut, Slow Dust (1992) fue número uno en la lista Indi Chart del Reino Unido. Poco después, su single (sencillo) Feed The Tree fue Top 40 en la lista británica UK Singles Chart y su primer álbum, Star (1993), número dos en la lista de ventas Official Albums Chart del Reino Unido.
En los Estados Unidos, el álbum fue disco de oro, otorgado por la RIAA, al alcanzar la cifra de más de 800.000 discos vendidos.

### 1994–96:Kingy separación
Justo después de la publicación de Star, el bajista Fred Abong dejó la formación y fue reemplazado por Gail Greenwood, una guitarrista de una banda de metal de Boston. El sonido en directo de la banda evolucionó para acomodarse a su estilo, con  espectáculos que presentaban guitarras más potentes que antes.
Como resultado, el siguiente álbum, King (1995), con una orientación más hacia el rock and roll, no cumplió las expectativas de ventas  de la compañía discográfica.
En 1996, Donelly rompió con la banda.
Después de la separación Tanya Donelly empezó una carrera de éxito en solitario, y desde entonces ha publicado varios álbumes. 
Greenwood siguió tocando en otras bandas, los hermanos Gorman iniciaron un negocio relacionado con la fotografía y Fred Abong se dedicó a la carpintería.

### 2016–presente: Reencuentro yDove
El 8 de febrero de 2016 Belly se reagrupó realizando ese año una gira por los Estados Unidos, Reino Unido e Irlanda. 
Como adelanto de la gira, la banda actuó en Newport, los días 8 y 9 de julio, siendo esta la primera aparición en directo de la banda desde 1995.
Belly anunciaba en julio de 2017 que habían empezado a grabar un tercer álbum con el nombre de Dove. En octubre de 2017, la banda empezó una campaña promocional para el álbum en la desaparecida plataforma PledgeMusic, para el lanzamiento oficial del nuevo álbum, que se produjo el 4 de mayo de 2018.
Shiny One, el primer disco sencillo de Dove, se publicó el 23 de febrero de 2018. Precediendo al lanzamiento del tercer disco, en abril de 2018, Belly publicó el EP Feel para el "Día de la Tienda de Discos".

## Miembros de banda
- Tanya Donelly - guitarra, voces (1991–1996, 2016–presente)
- Thomas Gorman – guitarra, voces, teclados (1991–1996, 2016–presente)
- Gail Greenwood - bajo, voces (1993–1996, 2016–presente)
- Chris Gorman – batería (1991–1996, 2016–presente)

## Antiguos miembros
- Fred Abong - bajo (1991–1993)

## Discografía

### Álbumes de estudio
- Star (1993)[17]
- King (1995)
- Dove (2018)

### "Extended plays"
- Slow Dust (1992)
- Gepetto (1992)
- Feed The Tree (1993)
- Moon (1993)
- Seal My Fate (1995)
- Now They'll Sleep (1995)
- Super-Connected (1995)
- Sun (1995)
- Belly Noise (2017)
- Feel (2018)

### Álbumes recopilatorios
- Baby Silvertooth (1993) – Edición japonesa[18]
- Sweet Ride: The Best of Belly (2002)[19]
- Bees (2021)[19]